# DB-15
El DB-15 («D-subminiature type B, 15 pin») és un connector de 15 pins que s'utilitza en informàtica per interconnectar equips i generar una xarxa de dades (LAN). Els pins estan organitzats en una fila de vuit i una fila de set. La connexió es fa des del port de la placa base o de la targeta de xarxa (NIC).
El perifèric més comú per aquest port era una palanca de control o controlador de videojoc. Va ser reemplaçat pel port RJ-45, de vuit pins.